# Anthony Oberman

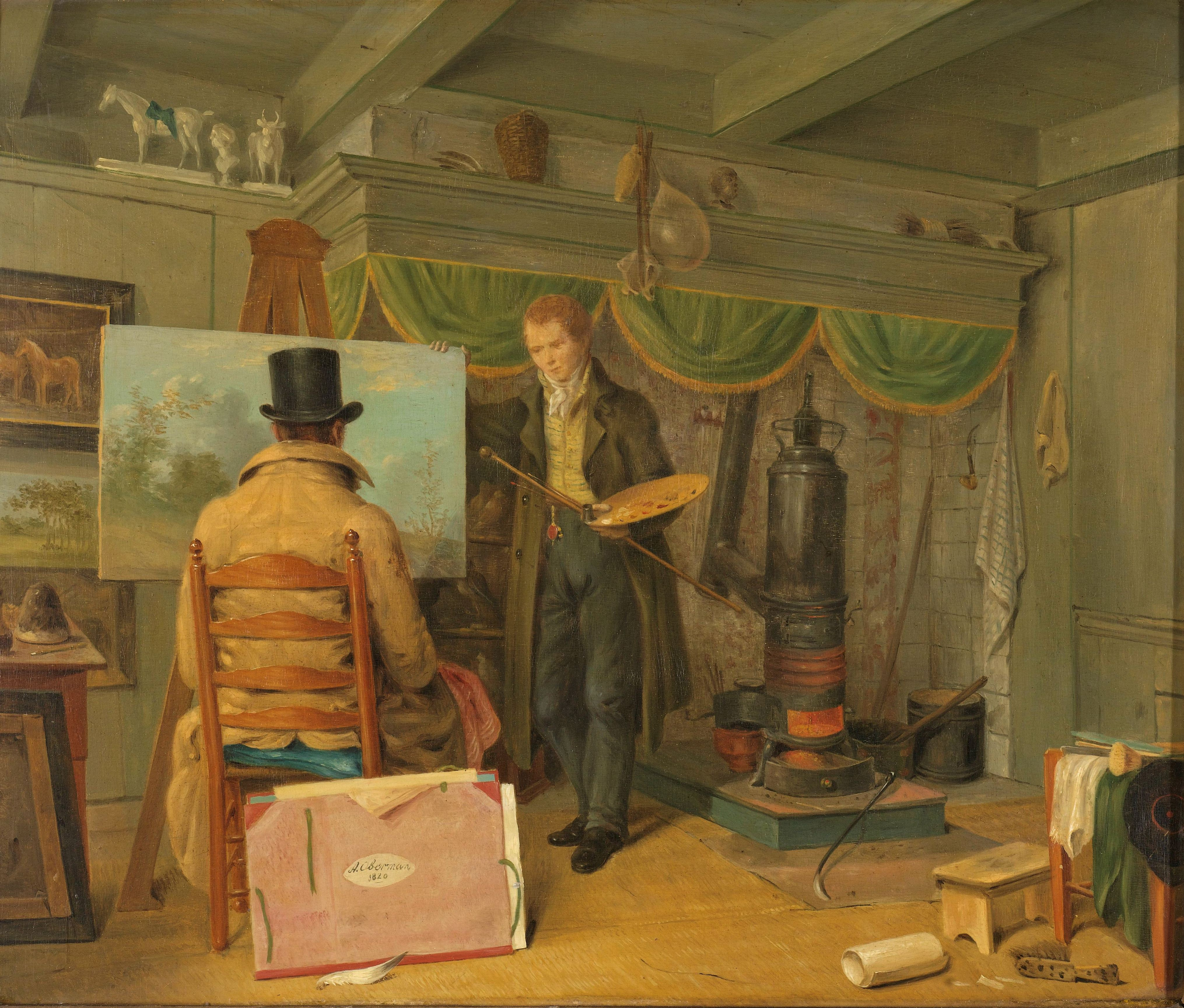
Zelfportret in zijn atelier (rechts van de ezel), 1820, Rijksmuseum Amsterdam

Anthony Oberman (Amsterdam, juli 1781 - aldaar, 20 oktober 1845), was een Nederlandse kunstschilder.
Oberman was een zoon van Jan Oberman en Grietje ten Cate. Hij werd op 21 juli 1781 gedoopt in de Amsterdamse Westerkerk.
Hij schilderde onder andere stillevens met bloemen en portretten van paarden, zoals voor de Amsterdamse bankier en kunstverzamelaar Adriaan van der Hoop (1778-1854).

## Bron
- Christiaan Kramm (1864) De levens en werken der Hollandsche en Vlaamsche kunstschilders, beeldhouwers, graveurs en bouwmeesters, van den vroegsten tot op onzen tijd, Digitaal